# Aylward Manley Blackman
Aylward Manley Blackman, född 30 januari 1883, död 9 mars 1956, var en brittisk egyptolog.
Blackman var medarbetare vid undersökningarna av de nubiska templen, från 1934 var han professor i Liverpool. Han sysslade särskilt med studiet av egyptisk religionshistoria och publicerade undersökningar om de nubiska templen och klippgravarna vid Meîr.